# Henna
Henna è il quattordicesimo album musicale di Lucio Dalla, pubblicato dalla Pressing (etichetta di proprietà del cantautore, distribuita dalla BMG) nel 1993.

## Descrizione
Tutte le canzoni sono edite dalla Edizioni Musicali Pressing e sono state scritte da Lucio Dalla, tranne "Rispondimi" (il cui testo è di Vincenzo Incenzo e Laurex).
I produttori sono Greg Walsh, Bruno Mariani, Beppe D'Onghia e lo stesso Dalla; Mariani, D'Onghia e Dalla si occupano anche degli arrangiamenti.
Il disco è stato registrato agli studi Cagnara Record e Milo's Studio (tecnico del suono: Andrea Salvato) ed agli studi Fonoprint di Bologna (tecnico del suono Greg Walsh).
Tra i brani di maggior spessore la title track omonima (fu tra i brani eseguiti da Dalla nell'ultimo concerto tenuto la sera prima della sua scomparsa), "Don't touch me" e uno dei singoli estratti per il lancio dell'album, "Merdman", non sufficientemente apprezzato né compreso, ma che in modo assolutamente profetico affronta il fenomeno della "tv spazzatura" che di lì a breve inizierà a dilagare.
Il brano "Latin lover" fu scritto dal cantautore bolognese per la colonna sonora del film Come due coccodrilli di Giacomo Campiotti.
Sul retro copertina viene ringraziato Amedeo Minghi, ma non è specificato il contributo del cantautore romano all'album.
Il disegno sul fronte copertina è di Mimmo Paladino.

## Tracce
Testi e musiche di Lucio Dalla, eccetto dove indicato.
1. Henna – 3:59
2. Liberi – 4:13
3. Rispondimi (feat. (Tosca) (Lucio Dalla/Vincenzo Incenzo - Laurex) – 4:25
4. Cinema – 4:27
5. Domenica – 4:08
6. Merdman – 4:20
7. Latin lover – 5:25
8. Erosip (feat. Iskra Menarini) – 4:03
9. Don't touch me – 4:47
10. Treno – 5:01

## Formazione
- Lucio Dalla: voce
- Beppe D'Onghia, Andrea Salvato: tastiera, cori, programmazione
- Peppe Sannino: percussioni
- Ron: chitarra acustica in Merdman, cori
- Massimo Sutera: chitarra acustica in Merdman
- Carolina Balboni, Iskra Menarini, Bruno Mariani, Riccardo Majorana: cori

## Classifiche

### Classifiche settimanali
| Classifica (1993-1994) | Posizione massima |
| ---------------------- | ----------------- |
| Europa                 | 52                |
| Italia                 | 5                 |
| Svizzera               | 35                |

### Classifiche di fine anno
| Classifica (1994) | Posizione |
| ----------------- | --------- |
| Italia            | 28        |